# Ашил
Ашил — река в Крыму, на территории Белогорского района. Левый приток реки Восточный Булганак. Длина водотока 14 км, площадь водосборного бассейна 62,7 км². Протекает по балке Колпа́к.
Основная часть бассейна Ашила приходится на степной Крым. Название балке дано по прежнему, до 1948 года, имени села Хлебное — Колпак. На карте 1817 года обозначен довольно значительный правый приток Шуютъ Чешма (который, судя по расположенному на нём селению Мурзакой, является балкой Мурзакойская, а сам водоток подписан, как р. Ашилъ. Те же названия фигурируют на карте Петра Кеппена.
Колпак впадает в Восточный Булганак примерно в 1 километре севернее села Пруды, в 34 километрах от устья. Водоохранная зона балки установлена в 100 м.